# Роллінг-Форк (Міссісіпі)
Роллінг-Форк (англ. Rolling Fork) — місто (англ. city) в США, в окрузі Шаркі штату Міссісіпі. Населення — 1883 особи (2020).

## Географія
Роллінг-Форк розташований за координатами 32°54′26″ пн. ш. 90°52′37″ зх. д. / 32.90722° пн. ш. 90.87694° зх. д. (32.907304, -90.876907).  За даними Бюро перепису населення США в 2010 році місто мало площу 3,66 км², уся площа — суходіл.

## Демографія
Згідно з переписом 2010 року, у місті мешкали 2143 особи в 793 домогосподарствах у складі 511 родини. Густота населення становила 586 осіб/км².  Було 850 помешкань (233/км²).
Расовий склад населення:
| - 73,2 % — чорних або афроамериканців - 25,6 % — білих - 0,3 % — азіатів |

До двох чи більше рас належало 0,7 %. Частка іспаномовних становила 0,7 % від усіх жителів.
За віковим діапазоном населення розподілялося таким чином: 24,1 % — особи молодші 18 років, 60,1 % — особи у віці 18—64 років, 15,8 % — особи у віці 65 років та старші. Медіана віку мешканця становила 40,2 року. На 100 осіб жіночої статі у місті припадало 83,8 чоловіків;  на 100 жінок у віці від 18 років та старших — 76,9 чоловіків також старших 18 років.
Середній дохід на одне домашнє господарство  становив 41 390 доларів США (медіана — 28 478), а середній дохід на одну сім'ю — 49 863 долари (медіана — 35 595). Медіана доходів становила 40 278 доларів для чоловіків та 26 818 доларів для жінок. За межею бідності перебувало 29,3 % осіб, у тому числі 29,5 % дітей у віці до 18 років та 17,0 % осіб у віці 65 років та старших.
Цивільне працевлаштоване населення становило 869 осіб. Основні галузі зайнятості: освіта, охорона здоров'я та соціальна допомога — 36,7 %, роздрібна торгівля — 17,7 %, сільське господарство, лісництво, риболовля — 16,1 %.